# Ramstein-Miesenbach
Ramstein-Miesenbach – miasto w Niemczech, w kraju związkowym Nadrenia-Palatynat, leżące w powiecie Kaiserslautern, siedziba gminy związkowej Ramstein-Miesenbach. Liczy 7508 mieszkańców (2009).
Miasto powstało z połączenia Ramstein i Miesenbach w 1969 roku. Prawa miejskie uzyskało w 1991 roku.
W 1988 roku w miejscowej bazie amerykańskiej doszło do wypadku lotniczego, w którym zginęło 70 osób.
Od nazwy miasta pochodzi nazwa niemieckiego zespołu metalowego Rammstein.